# Флаг Симферополя
Флаг Симферополя — флаг города Симферополь, один из трёх символов города наряду с гербом и печатью.

## История
Первый конкурс на новый герб и флаг Симферополя горисполком объявил в 1999 году к 215-годовщине основания. Условием конкурса было: «В гербе и флаге территориальной громады г. Симферополя должны найти место исторические и культурные корни города, история его развития. Элементы символики герба и флага территориальной громады г. Симферополя должны указывать на его статус административного центра. Гербовые фигуры должны демонстрировать своеобразие и уникальность прошлого и настоящего Симферополя». Симферопольские геральдисты провели подготовительную работу разработав проект содержавший отсылки к скифскому, крымско-татарскому и имперскому прошлому города. Проект презентовался и был одобрен участниками XIII Слёта геральдистов СНГ, а изображение значка опубликовано в 46-м номере журнала «Гербовед».
На флаге должны были быть размещены элементы с герба - пчела на синем поле и скифская чаша на красном, разделяемые диагональной белой полосой.
Первый вариант депутатами принят не был, а после доработки и изменений проект в целом близкий к принятому позднее в 2006 году не понравился действующему меру В. Ф. Ермаку и до конца его каденции вопрос был отложен.
Голосованию за герб и флаг в 2006 году предшествовали общественные слушания, мнения на которых разделились. Часть выступавших высказалась за восстановление герба образца 1844 года, часть указала, что следует использовать традиционный символ города пользы — пчелу или улей пчел, предлагавшийся ещё Г. А. Потёмкиным. Депутаты выбрали новый вариант гебра и флага на его основе — авторской группы, внеся изменения: вместо девиза «Город пользы», название города «Симферополь». Это нарушает принципы геральдики и авторская группа заявляла протест.
Руководитель творческого коллектива, врач по профессии Г. Б. Ефетов (1955—2013), был на тот момент уже известным геральдистом СНГ, в 1991 году провёл V Всесоюзный слет коллекционеров — геральдистов в Симферополе, в 1991—1992 годах в составе коллектива стал автором герба Крыма. За заслуги в изучении и разработке геральдики Крыма он стал лауреатом Государственной премии АРК.
Герб и флаг были утвержден решением Симферопольского городского совета № 138 от 14 декабря 2006 года и одновременно утверждены Положение о гербе, Положение о флаге. Авторы герба — Ефетов Г. Б., Степанова О., Маскевич О. И.
В Российской Федерации переутверждён без изменений решением Симферопольского городского совета № 231 от 2 апреля 2015 года.

## Описание
Прямоугольное полотнище, состоящее из трех вертикальных полос: синей, белой и красной, в пропорциях 1/5, 3/5 и 1/5 соответственно, от общей ширины флага. В центре белой полосы находится изображение малого герба Симферополя. Отношение высоты флага к его ширине — 2:3.
Цвета флага столицы республики и их порядок повторяют цвета Флага Крыма, только в вертикальной ориентации полос. В более ранних проектах те же цвета размещались по диагонали.